# 특허 분류
특허분류(特許分類, 영어: patent classification)는 특허의 기술 분야에 따라 특허를 구분하는 기준이 되는 것으로, 특허문헌의 수집, 정리 및 검색의 수단으로 사용된다. 특허분류의 종류로는 국제특허분류인 IPC(International Patent Classification)가 대표적이며, 일본 특허청의 FI, F-Terms, 미국 특허청의 UPC, 유럽 특허청의 ECLA 등이 있다. 또한, 특허분류는 출원된 발명이 속하는 기술 분야를 명확히 하여 심사를 위한 선행기술조사를 용이하게 하며, 우리나라의 경우 특허출원이 되고나면, 한국특허정보원에서 임시 분류를 부여한 뒤, 특허청에서 기술 분야에 따라 담당 분야의 심사관을 배정하여 전문적인 심사를 가능하게 한다. 심사관에 의한 실체 심사에서 특허 분류를 변경할 수 있다.

### 특허분류 체계 및 종류
특허제도가 생기면서 특허출원이 이루어졌고, 출원이 많아지면서부터 대량의 특허를 관리할 수 있는 분류의 필요성을 느끼게 되어, 각국은 나름대로의 분류방법을 도입하게 되었다. 미국은 1831년부터 기능위주의 UPC를 도입했고, 일본은 1885년부터 응용위주의 JPC를 도입했다. 또한, 유럽은 1920년대부터 ECLA를 도입했으며 한국은 1948년부터 KPC를 도입했다.

#### 한국 특허분류 체계 및 종류
한국은 과거에 사용하던 KPC가 응용지향 우선 분류였으나, KPC가 폐지되면서 국제적을 통일된 특허 분류체계인 IPC를 사용하기 시작하였다. IPC는 기능(Function)과 응용(Application)위주의 관점을 혼합한 특허분류이다. 특허가 출원되면 한국특허정보원에서 임시 분류를 부여한 뒤, 특허청에서 기술분야에 따라 담당 분야의 심사관을 배정하여 전문적인 심사를 가능하게 하고, 임시분류가 잘못 되더라도 심사관에 의한 실체심사에서 특허분류가 변경될 수 있다.

#### 미국 특허분류 체계 및 종류
미국은 1831년에 UPC를 도입하여 현재까지 사용하고 있으며, 특허분류는 출원관리부서의 분류담당자가 1차적으로 부여한 뒤, 특허청 심사관에 의해 2차적으로 검토하여 부여된다. 이때, 청구항을 중심(기능지향)으로 특허분류를 부여한다. 미국에서 UPC가 도입된 이후, 1968년에 국제특허분류(IPC)가 도입되었으나 자국의 특허분류인 UPC에 더 치중하고 있는 실정이므로, 미국 특허조사의 경우, IPC만으로 조사하는 것은 잘못된 결과를 초래할 수 있으므로 IPC와 UPC 모두를 사용하도록 한다.

#### 일본 특허분류 체계 및 종류
일본은 1885년부터 응용위주의 JPC를 사용하였으나, JPC는 IPC가 도입된 이후인 1978년에 폐지되었다. 폐지된 이후에 IPC만을 사용하였으나 많은 특허가 출원되고 IPC만으로 특허를 관리하기가 어려워져, IPC를 기준으로 더 세분화되고 응용지향이 우선되는 FI를 1996년에 도입하였다. 아울러 1999년에 응용위주의 F-Term이 도입되었다. FI와 F-Term이 도입된 시기가 각각 1996년, 1999년이라고 하더라도, 도입된 이전에 출원된 특허에도 FI와 F-Term을 부여하는 작업을 진행하고 이로써 도입된 이전의 특허 조사에도 유용하게 사용될 수 있다. 이러한 일본의 특허분류는 공업소유권협력센터(IPCC)에서 실시하고 있다.

#### 유럽 특허분류 체계 및 종류
유럽은 ECLA를 1920년대에 처음으로 도입하였으나 개별 국가에 따라 다소 차이가 있다(독일은 1877년, 영국은 1880년). ECLA는 현재까지 사용되고 있으며 IPC와 동일하게 발명이 속하는 기술분야(기능지향 우선)을 기준으로 하여 우선 분류한다. 현재는 ECLA에 추가적으로 1968년에 IPC가 도입되어 ECLA와 IPC를 모두 사용하고 있으며, 유럽의 특허분류는 DGI에서 담당하고 있다.

#### 특허분류 대조표
| 분류 종류                                              | 특허분류의 특징 |
| ------------------------------------------------------ | --- |
| IPC 국제특허분류 (International Patent Classification) | · 국제특허분류(International Patent Classification : Int. Cl.) · 50개국이상 사용 · 8개의 섹션으로 구성되며, 약 7만개 분류개소 · 기능(Function)과 응용(Application)위주의 관점을 혼합한 분류 · 예) A63F 13/00 |
| ECLA 유럽특허분류 (European Classification)            | · Extension of International Patent Classification · 서치심사관에 의해 부여되며, 약 13.5만개 분류개소 · 주요국가(EP, US, WO) 특허문헌에 부여(약 2천만건) · 예) A63F 13/00 B                                  |
| FI 일본독자분류 (File Index)                           | · Extension of International Patent Classification · 전개기호와 분책식별코드를 IPC에 부가, 약 21만개 분류개소 · 일본특허청 특허검색사이트(IPDL)에서 키워드와 조합하여 검색가능 · 예) A63F 13/00 A            |
| F-Term 일본독자분류                                    | · FI(File Index)중 일부분을 다각적 관점에서 분류한 것 · 테마코드(5자리)와 분류괌점(2자리)+기술관점(2자리)로 구성 · 약35만개 분류개소 · 예) 2C001 AA07                                                        |
| UPC 미국특허분류 (US Patent Classification)            | · 약 15만개 분류개소 · 여러 가지 변형된 형태의 코드 존재(DIG7, 15R) · 예) 349/106 |

### 특허분류조사의 장단점
특허를 검색하는 방법은 키워드를 사용한 키워드조사와 발명의 기술분야별 계층구조를 나누어 정의해둔 특허분류를 사용하는 특허분류조사로 나눌 수 있다. 특허분류조사를 키워드조사와 비교하여 장단점을 간단하게 정리하면 다음 표와 같다.
| 장점 | · 기술 용어가 많아도 하나의 텀(Term)으로 사용하는 것으로 검색가능하기 때문에 검색 누락이 적음 · 도면에 개시된 사항(형상, 위치 관계)에 대해서도 대응하는 분류가 있으면 검색할 수 있음 · 적절한 키워드가 없는 경우에도 사용될 수 있음 |
| 단점 | · 특허분류의 개념의 폭 넓고 애매하다마면 노이즈가 많아지는 위험이 있음 · 특허분류가 어떻게 부여되는지에 대한 이해가 필요함 |

특허분류 조사의 최대 장점은 키워드의 단점인 기술 용어가 많아도 하나의 텀(Term)을 사용하는 것으로 검색가능하기 때문에 검색의 누락이 적게 발생된다. 키워드조사를 실시할 경우, 검색 누락이 발생하기 때문에 이를 방지하기 위해서 키워드의 다양한 표현을 고려해야 한다. 그러나 특허분류 조사의 경우는 기술분야 또는 응용분야별로 이미 특허가 분류되어있어 이러한 특허분류를 사용하면 검색 누락을 방지할 수 있다. 또 다른 장점으로 특허분류조사의 검색결과에는 노이즈가 적다. 키워드조사에서 키워드의 다양한 표현을 고려하여 많은 키워드를 추가하게 되면, 추가된 각 키워드에해당하는 노이즈가 검색결과에 반영되고 그 결과에 노이즈는 증가하게 된다. 하지만 특허분류를 사용하여 조사하는 경우에는 검색결과에 노이즈가 적게 포함된다. 마지막으로, 키워드 조사에서 해당 기술분야가 기하학적 특징(형상, 위치관계)과 같은 경우에 적절한 표현을 찾기 어려운 경우가 있다. 이러한 경우 키워드조사 보다는 특허분류조사가 바람직하다. 적절한 특허분류가 없는 부득이한 경우에만 키워드조사를 하도록 한다.
한편 단점으로, 키워드조사는 적절한 키워드만 선정하여 나열하거나 조합하면 검색결과를 얻을 수 있지만, 특허분류조사는 특허분류가 어떻게 부여되는지에 대한 이해가 필요하다. 특허분류는 항상 일정하게 고정되어있지 않고 생성되기도 하고 폐지되기도 한다. 또한 분리되거나 통합되기도 한다. 이러한 특허분류의 진화를 반영하지 못한 특허분류조사는 검색결과에 누락건이 많아져 잘못된 조사가 되기도 한다. 또한 최근에 새롭게 개발된 기술에 관한 특허문헌은 키워드조사를 사용하면 검색되지만, 최신 기술에 대한 특허분류가 생성되지 않으면 특허분류 조사를 할 수 없다. 이렇게 기술이 진화하는 것에 대응하여 특허분류도 진화를 하지만 그 주기가 다르기 때문에 사용하려는 특허분류체계의 개정주기를 확인한 후 사용해야 한다.

### 특허분류의 유의점
특허분류조사의 장단점을 충분히 고려한 후 사용할 특허분류를 선정해야 하며, 조사하려는 국가에서 어떤 특허분류를 사용하고 있는지, 사용할 특허분류가 어떠한 특징을 갖고 있는지를 고려해야 한다. 만약 특허분류에 대한 이해도가 부족할 경우 조사결과의 신뢰성이 떨어질 수 있다.
또한, 특허분류 역시 사람이 부여하는 것이므로 실수가 있을 수 있으며 특허분류를 사용하는 것보다 키워드를 사용하는 경우가 더 정확한 결과를 얻을 수 있는 경우도 있으므로 특허 조사에 앞서 조사하려는 기술주제를 충분히 검토하여 기술주제에 알맞은 조사방법을 선택하는 것이 조사하려는 기술주제에 적합한 검색결과를 얻을 수 있고 조사 시간을 단축할 수 있다. 만약 조사 시간이 충분하게 주어진다면 키워드조사와 특허분류조사를 병행하여 진행하거나 조합하여 사용하는 것이 신뢰성을 높일 수 있다.

## 특허분류의 특징

### 특허분류의 생성
특허분류는 고정되어있지 않고 생성되기도 하고 기존의 분류가 폐지되기도 한다. 때문에 생성고 폐지는 특허분류조사에 있어서 매우 중요하다. 특허분류의 변화하는 주기를 '갱신주기'라고 하며, 특허분류의 변경된 정보를 '개정정보'라고 한다. 특허분류마다 갱신주기가 다르기 때문에 갱신주기 및 개정정보를 확인하지 않고 특허분류조사를 진행한다면, 새롭게 생성된 특허분류를 사용하지 않고 조사하거나 폐지된 특허분류를 사용하여 최근에 출원된 특허를 조사하는 경우가 발생할 수 있기 때문에 조사하려는 기술주제와 관련된 특허가 누락될 수 있다.
| 특허분류  | 개정주기                                        |
| --------- | ----------------------------------------------- |
| IPC       | 기본 IPC는 3년, 확정 IPC는 수시(3개월)로 개정함 |
| UPC       | 1개월 단위로 개정함                             |
| FI/F-Term | 연 1회정도(필요에 따라) 개정함                  |
| ECLA      | 수시로 개정함                                   |

예를 들어 2000년에 폐지된 특허분류를 사용하여 조사를 하였을 경우, 2000년 이후의 특허는 포함되지 않기 때문에 조사를 완벽하게 했다고는 할 수 없고, 2000년에 생성된 특허분류를 사용하여 조사를 하였을 경우 2000년 이전의 특허를 재분류하지 않는 이상 2000년 이전의 자료가 검색되지 않는다.

### 특허분류의 변화
특허분류는 생성 및 폐지 이외에도 기술발전에 따라 통합되거나 분리되기도 한다. 이러한 주기는 특허분류의 생성 및 폐지와 마찬가지로 각 특허분류별로 그 갱신주기에 따라 필요성이 있을 시에 변화한다. 특허분류의 통합은 어느 한쪽의 분류로 흡수되기도 하고, 다수의 분류가 통합되어 전혀 다른 분류로 생성되기도 한다. 특허분류의 분리는 하나의 특허분류가 다수의 특허분류로 나누어 지는 것으로, 기존의 특허분류가 계속 존재하면서 새롭게 다른 특허분류가 생성되기도 하고, 기존의 특허분류는 폐지되고 새롭게 다수의 특허분류로 생성되기도 한다. 이처럼 특허분류는 고정되어 있는 것이 아니라 다양한 변화를 하기 때문에 사용하기 전에 확인절차를 거치는 것이 바람직 하다.

### 특허분류의 광협
특허분류도 키워드가 동일하게 넓고 좁음이 알 수 있다. 조사하려는 기술적 주제와 특허분류의 분류관점이 정확히 일치하는 경우도 있지만, 때로는 조사주제보다 넓거나 좁은 경우가 있다. 조사하려는 기술적 주제보다 넓은 경우, 조사하려는 기술적 주제 이외의 비관련특허들도 특허분류에 포함되어 있는 것이기 때문에 넓은 특허분류를 사용하어 조사하면 노이즈가 다수 포함될 수 있다. 또한, 조사하려는 기술적 주제보다 좁은 경우, 조사하려는 기술적 주제와 관련된 특허가 측허분류에 포함되어 있지 않기 때문에 좁은 특허분류를 사용하여 조사하면 관련특허문헌이 빠질 수 있다.
위와 같이, 적절한 특허분류가 없어 조사하려는 기술적 주제보다 넓거나 좁은 특허분류를 사용하고자 하는 경우에는 핵심키워드와 조합하거나 다중 특허분류를 사용하여 검색하는 것이 바람직하다.

### 특허분류의 계층구조
특허분류의 계층구조는 각 특허분류에 따라 표현하는 방식이 다소 차이가 있지만, 상위분류는 하위분류를 포함한다는 것이 공통적이다. 그리고 특허분류는 대부분 도트(Dot)의 개수를 가지고 계층을 표시한다. 일본에서 사용하는 F-Term을 예시로 하여 계층구조를 표현하면 다음과 같다.
```
렌즈(2H08) > 사용기기(KA00) > 카메라(KA01) > TV카메라 또는 비디오카메라(KA03)
```

순으로 상위분류는 하위분류를 포함하게 되고 도트(Dot)로써 이를 표시하고 있다. 만약 2H087에서 KA03을 사용하여 검색한다고 했을 경우, 카메라 중에서도 TV카메라 또는 비디오카메라에서 사용되는 렌즈에 관련된 특허가 검색결과로 나타날 것이다. 또한 특허분류 개소의 수가 많다는 것은 그만큼 기술을 세분화 한 것으로 분류개소가 적은 것보다 정확한 검색이 가능하게 된다. 예를 들어, 일본특허검색 시, 국제특허분류(IPC)보다 분류개소가 더 많은 FI가 보다 정확한 검색이 가능하다. 따라서 각 특허분류의 계층구조를 이해하고 있으면 보다 빠르고 정확한 조사가 가능하게 된다.

## 같이 보기
- 선진특허분류
- 국제특허분류
- 일본독자분류
- 유럽특허분류
- 미국특허분류